# Адміністративний устрій Слов'янського району
Адміністративний устрій Слов'янського району — адміністративно-територіальний поділ Слов'янського району Донецької області на 1 міську, 1 селищну, 1 сільську громади, 3 селищні ради та 5 сільських рад, які об'єднують 48 населені пункти та підпорядковані Слов'янській районній раді. Адміністративний центр — місто Слов'янськ.

## Список громадСлов'янського району
| № | Назва                        | Центр         | Населені пункти | Площа км² | Населення (2011), чол. |
| - | ---------------------------- | ------------- | --- | --------- | ---------------------- |
| 1 | Андріївська сільська громада | с. Андріївка  | с. Андріївка с. Варварівка с. Новоандріївка с. Роганське с. Сергіївка                                                                                |           |                        |
| 2 | Миколаївська міська громада  | м. Миколаївка | с. Малинівка с. Васютинське с. Никонорівка с. Оріхуватка с. Першомар'ївка с. Пискунівка с. Рай-Олександрівка с. Стародубівка с. Тихонівка с. Юрківка |           |                        |
| 3 | Черкаська селищна громада    | смт Черкаське | смт Черкаське с. Іванівка с. Майдан с. Маячка с. Новомиколаївка с. Новоселівка с. Олександрівка с. Прелесне с. Привілля с. Троїцьке с. Шнурки        |           |                        |

## Список радСлов'янського району
| № | Назва                       | Центр          | Населені пункти                                           | Площа км² | Населення (2011), чол. |
| - | --------------------------- | -------------- | --------------------------------------------------------- | --------- | ---------------------- |
| 1 | Андріївська селищна рада    | смт Андріївка  | смт Андріївка                                             | 1,36      | 949                    |
| 2 | Билбасівська селищна рада   | смт Билбасівка | смт Билбасівка с. Торець                                  | 47,3      | 6310                   |
| 3 | Райгородоцька селищна рада  | смт Райгородок | смт Райгородок смт Донецьке с. Карпівка с. Селезнівка     | 158,12    | 3628                   |
| 4 | Дмитрівська сільська рада   | с. Дмитрівка   | с. Дмитрівка                                              | 32,44     |                        |
| 5 | Долинська сільська рада     | с. Долина      | с. Долина с. Богородичне с. Краснопілля с. Мазанівка      | 143,52    |                        |
| 6 | Маяківська сільська рада    | с. Маяки       | с. Маяки с. Пришиб с. Сидорове с. Тетянівка               | 71,95     |                        |
| 7 | Мирненська сільська рада    | с-ще Мирне     | с-ще Мирне                                                | 25,6      |                        |
| 8 | Хрестищенська сільська рада | с. Хрестище    | с. Хрестище с. Адамівка с. Глибока Макатиха с. Микільське | 143,8     |                        |